# Naturschutzgebiet Lippeaue von Werne bis Heil
Das Naturschutzgebiet Lippeaue von Werne bis Heil liegt auf dem Gebiet der Städte Bergkamen und Werne im Kreis Unna in Nordrhein-Westfalen.
Das etwa 415 ha große Gebiet wurde im Jahr 2007 unter der Schlüsselnummer UN-055 unter Naturschutz gestellt. Es erstreckt sich nordöstlich von Wethmar, einem Stadtteil von Lünen, und südwestlich der Kernstadt Werne entlang der Lippe. Am nördlichen Rand des Gebietes verläuft die B 54 und am südlichen Rand die Landesstraße L 736. Südöstlich fließt der Datteln-Hamm-Kanal, südlich erstreckt sich das 100 ha große Naturschutzgebiet Beversee.